# Route Centre-Europe Atlantique

Tracé des branches de la RCEA en France.

La route Centre-Europe Atlantique, ou RCEA, est un itinéraire constitué par un ensemble de routes traversant la France d'est en ouest.
La route est très fréquentée car majoritairement gratuite. Certaines portions à deux voies sont connues pour être deux fois plus accidentogènes qu'une route du même type.

## Genèse et histoire
Évoquée dès 1954, l'idée d'un axe est-ouest permettant de relier la façade atlantique à l'Europe centrale est rapidement retenue et les premières sections de la RCEA sont ouvertes dans les années 1960.
En 1970, 22,9 km de voie nouvelle sont construits entre Clermain et La Fourche (Vendenesse-lès-Charolles).
En [971, l'ARCEA (Association pour la route Centre-Europe-Atlantique) obtient l'inscription de son projet de route transversale de dimension européenne, au Schéma directeur routier. Il s'agit alors de construire 1 850 km de voies en France, dont 400 km d'autoroutes, et 800 km de routes express qui seraient transformées postérieurement en autoroutes.
Au départ, les travaux étaient estimés entre sept et dix milliards de francs (entre 5,7 et 8,1 milliards d'euros valeur 2021).
Les études ont été réalisées par la société Serequip, le taux de rentabilité prévu était entre 11 et 13 %. La proposition de faire de cette route, reliant Genève en Suisse à l'océan Atlantique, une route européenne, a été prise en compte par la Direction des routes du ministère de l'Équipement à Paris et le Conseil de l'Europe et retenue par l'ONU à Genève (schéma directeur routier européen).
La RCEA présente l'avantage de rester au-dessous des 500 mètres d'altitude, de réduire le trajet Mulhouse-Bordeaux de 970 à 830 km, et d'être gratuite. L'immense succès de l'itinéraire amène un trafic beaucoup plus important que les estimations de départ, et un flux très important de poids lourds sur cette route construite à l'origine principalement à deux voies. La mise en 2 × 2 voies, rendue indispensable par un taux d'accidents graves beaucoup plus élevé que le reste du réseau français, est débutée dès les années 1990, mais elle bute en Saône-et-Loire et dans l'Allier sur un manque de financements publics. Le coût du chantier avoisine alors les 1,1 milliard d'euros.
En 2011, le département de l'Allier accepte la mise en concession autoroutière de la section de la route qui le traverse, tandis qu'en Saône-et-Loire, le département et les élus locaux refusent, faute d'axe alternatif. Si, dans l'Allier, la transformation de la route nationale en autoroute est terminée (mise en service le 4 novembre 2022), les routes nationales 79 et 70 en Saône-et-Loire seront mises à 2 × 2 voies d'ici à 2024, sur fonds publics de l'État avec la participation des collectivités locales.

## Organisation et communication
L'association développant cette route se nomme « Association pour la route Centre-Europe Atlantique » (ARCEA). Son but est d'améliorer l’efficacité économique et la sécurité. Pour cela, elle réalise des études techniques et financières, publie des documents de sensibilisation à destination de différents publics, participe aux travaux de nombreux organismes officiels ou associatifs.
L'idée de cette association émerge dès 1954, avec Louis Escande, député-maire de Mâcon, et Georges Rougeron, président du conseil général de l’Allier, et le soutien des chambres de commerce et d'industrie de Bordeaux et de Genève. Après avoir changé deux fois de dénomination, l'association a finalement depuis 1967, conservé son appellation actuelle.
D'autres associations s'intéressant à cette route ont été créées par la suite.

## Tracé

Tracé détaillé de la route Centre-Europe Atlantique.L'A79 parcourt la section entre Montluçon et Paray-le-Monial (depuis 2022).

### Routes européennes
La route européenne 62, avec le tronçon Nantes - Genève (Suisse), forme une grande partie de la RCEA.
À l'ouest, les connexions à La Rochelle, Angoulême et Bordeaux correspondent aux routes européennes 602, 603 et 606.
Au nord-est, la connexion entre Digoin et Chalon-sur-Saône correspond à la route européenne 607 ; la connexion entre Chalon-sur-Saône et Beaune correspond à la route européenne 15/E21 ; la connexion entre Beaune et Mulhouse correspond à la route européenne 60.
Dans la partie orientale, le tunnel du Mont-Blanc est relié à Genève par la route européenne 25.

### Tronçon central
Son tronçon central relie La Souterraine (La Croisière, jonction avec l'autoroute A20) (Nouvelle-Aquitaine) à Paray-le-Monial (Bourgogne-Franche-Comté). Il est constitué de la route nationale 145 (RN 145), des autoroutes A714, A71 et A79 et de la route nationale 79 (RN 79). Ces routes font partie de l'itinéraire E62.
En 2010, le contournement nord de Montluçon et la mise à 2 × 2 voies de la bretelle A714 vers l'A71 sont réalisés.
Le 12 septembre 2011, la RN 145 est intégralement à 2 × 2 voies entre les autoroutes A20 (La Croisière) et l'A714 au nord de Montluçon, avec l'inauguration du dernier tronçon du contournement de Montluçon de 3,9 km de long.
À l'est de l'autoroute A71, la route nationale 79, alors peu aménagée en 2010, et qui constituait un goulet d'étranglement particulièrement meurtrier, a été transformée en autoroute A79 en 2022.

#### Ouvrages d'art
- Viaduc de l'Allier (416 mètres) traversant la réserve naturelle nationale du val d'Allier.
- Viaduc de Digoin (486 mètres) enjambant la Loire, entre les départements de l'Allier et de Saône-et-Loire.

### Branches ouest
À l'ouest, à Bellac, la route se sépare en deux branches : 
- une branche au nord-ouest vers Poitiers et Nantes (Pays de la Loire), constituée par la route nationale 147 et la route nationale 249 (itinéraire E62) ;
- une branche au sud-ouest vers Angoulême puis Saintes/La Rochelle ou Bordeaux (Nouvelle-Aquitaine).

Initialement, cette dernière branche empruntait la route nationale 145 jusqu'à Bellac puis la D951 via Confolens jusqu'à Chasseneuil-sur-Bonnieure où elle rejoint la route nationale 141. Néanmoins, la D951 est un ancien tronçon de la route nationale 151bis qui a été déclassée en 1972 car elle était considérée comme ayant uniquement une portée régionale. Si cet aspect était raisonnable à l'époque, le développement de la RCEA a attiré un trafic de plus en plus important sur ce tronçon, en particulier pour les poids-lourds. Les élus locaux, considérant qu'ils n'ont pas à supporter un trafic national voire international, ont demandé et obtenu en 2006 le retrait de la D951 de la RCEA. Celle-ci est déviée par Limoges (échangeur de la Croisière) par l'autoroute A20 (route européenne 9) (section gratuite), puis la route nationale 141 (route européenne 603) de Limoges à Chasseneuil-sur-Bonnieure en cours de passage en 2 × 2 voies.
- La N 141 / E 603
- À Malvieille (Moulidars).
- À Fontafie.
- À La Péruse.

### Branches est
À l'est, la route se sépare en deux branches, en Bourgogne-Franche-Comté : 
- une branche à l'est vers Mâcon, puis vers Genève en Suisse (itinéraire E62) et vers les Alpes françaises du Nord et l'Italie via le tunnel du Mont-Blanc ;
- une autre branche au nord-est vers Chalon-sur-Saône en direction de l'Est de la France et de l'Allemagne via Besançon et Mulhouse (divers itinéraires européens).

- La N 79 / E62
- Entre les sorties 3 (Charnay-lès-Mâcon) et 4 (La Roche-Vineuse).
- Autour de la sortie 14 (Paray-le-Monial-est).

#### Ouvrages d'art
- Viaduc de Volesvres (209 mètres) qui traverse le Canal du Centre à l'est de Paray-le-Monial.
- Pont de Maupré (325 m), au nord de Charolles.

## Sécurité et accidents

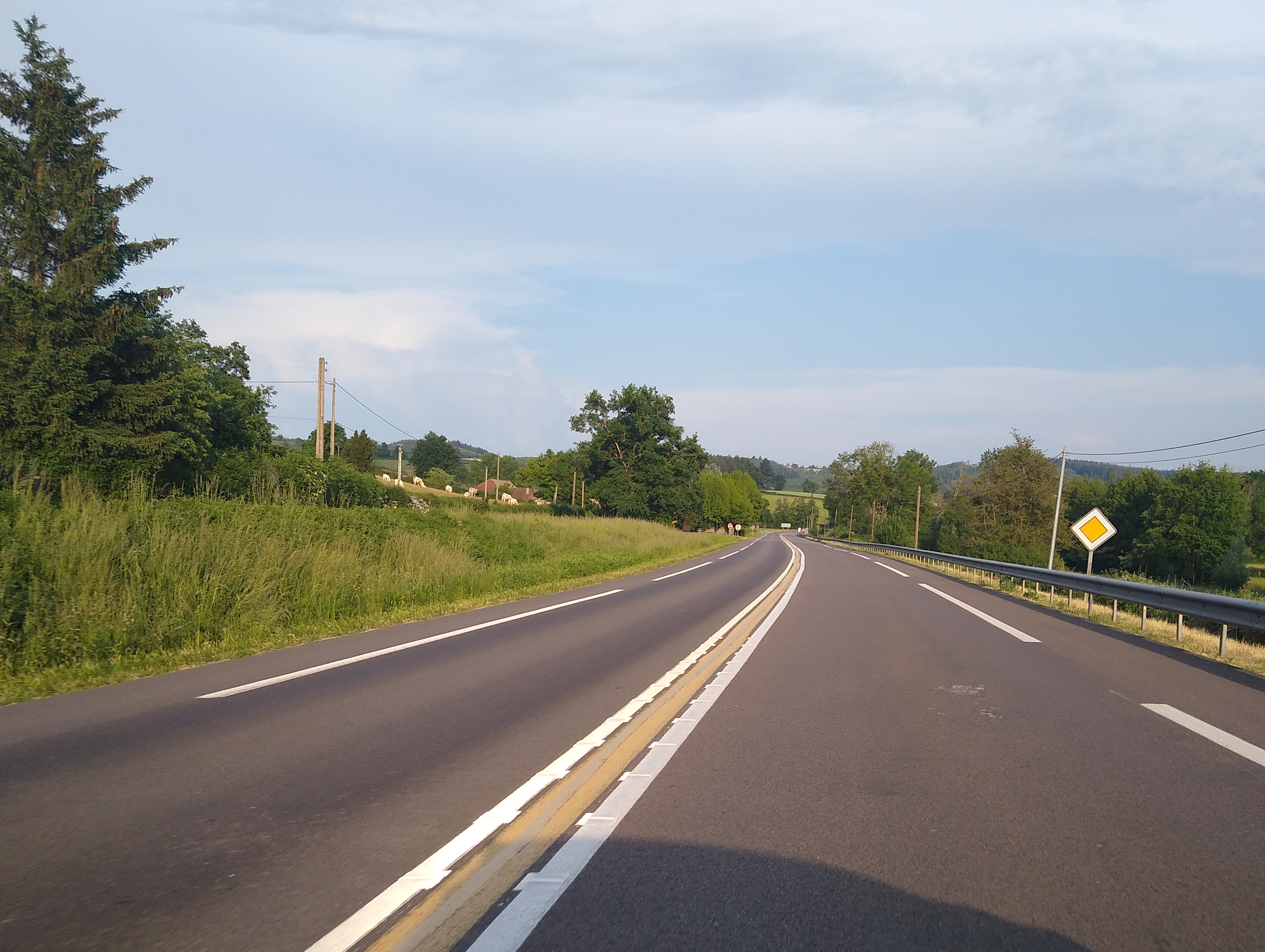
Trois lignes continues centrales blanche jaune et blanche séparent les deux voies de la RCEA à Verosvres en 2023.

Si le taux d'accidents est situé dans la moyenne des routes nationales à double-sens de circulation, il y a deux fois plus d'accidents graves sur la RCEA que sur les routes du même type. Cela est en grande partie dû au fait que cet itinéraire, traversant la France d'est en ouest, est utilisé par les poids lourds et par de nombreux automobilistes vacanciers attirés par sa gratuité, sa fluidité (aucun feu tricolore ni agglomération traversée), son tracé qui permet d'éviter les sinuosités et les déclivités du Massif central et au fait que des tronçons à une voie (double sens) sans mur de séparation central sont fréquents. En effet la plupart des accidents graves ou mortels sont des chocs frontaux entre un véhicule léger et un poids-lourd. Ainsi, les 25 et 26 août 2010, deux accidents de ce type ont provoqué la mort de cinq personnes et fait trois blessés graves, le premier à Tronget et le second à Besson.
Au 27 août 2010, 14 des 35 décès survenus sur les routes du département de l'Allier sont survenus sur la RCEA,.
En date du 2 septembre 2010, devant la gravité de la situation, le gouvernement annonce la mise en place de mesures d'urgence pour sécuriser la RCEA, avec notamment l'installation de deux nouveaux radars fixes et d'une signalisation spécifique. Le projet, d'un montant total de 400 000 €, doit être terminé d'ici octobre 2010[Passage à actualiser].
En 2012, des travaux vont davantage sécuriser la RCEA pour un coût de 690 000 € : interdiction de dépassement des poids lourds sur les créneaux de dépassements inférieurs à 2 km, reprise d'accotements défectueux, panneaux d'annonce des créneaux de dépassement et des aires de repos, bandes visibles de nuit par temps de pluie et pose de feux clignotants orange au-dessus des panneaux indiquant le caractère bidirectionnel de la route, création de parkings pour les voitures.
Dans la nuit du 24 au 25 mars 2016, une collision entre un poids lourd et un fourgon aménagé en minibus (chaises de camping), dont on rapporte qu'il s'est écarté de sa route sur une portion à double sens pour un dépassement, fait 12 morts à Montbeugny (Allier), tous des ressortissants portugais vivant en Suisse et se rendant au Portugal pour les fêtes de Pâques. Le 8 janvier 2017, une sortie de route d'un autocar, dans une nuit particulièrement froide propice à la formation de verglas, entraîne quatre morts et vingt-cinq blessés près de Charolles (Saône-et-Loire). Les passagers sont des Portugais retournant en Suisse après avoir passé les fêtes de Noël au Portugal. Ce parcours routier est en effet prisé des Portugais émigrés, qui y trouvent un moyen plus économique et moins complexe que le transport aérien, permettant également le transport de plus lourds bagages, et dépourvu de péage autoroutier. Ces deux accidents, distants de 80 km, se sont tous deux produits sur la portion de la RN79 à double sens sans séparation centrale, surnommée « route de la mort » pour son taux de mortalité cinq fois plus élevé que sur les autres routes du même type, et où 118 morts ont été comptabilisés de 2008 à mars 2016.
Il est dommage de constater que, malgré tous les efforts fait par l'administration pour endiguer ses problèmes, les comportements déplacés des automobilistes continuent : téléphone au volant, vitesse excessive, dépassements dangereux. 

### Statistiques
- La RN 70 est la première plus accidentogène du département de Saône-et-Loire entre 2006 et 2015 : ceci signifie qu'avec 26 tués pour 31 kilomètres de voie, l'accidentalité y est du taux hors norme de 0,84 tué par kilomètre, sur cette période[21].
- La RN 79 est la deuxième plus accidentogène du département de Saône-et-Loire entre 2006 et 2015 : ceci signifie qu'avec 18 tués pour 36 kilomètres de voie, l'accidentalité y est de 0,50 tué par kilomètre, sur cette période[21].
- La RN 80 et RD680 est la troisième plus accidentogène du département de Saône-et-Loire entre 2006 et 2015 : ceci signifie qu'avec 16 tués pour 54 kilomètres de voie, l'accidentalité y est de 0,30 tué par kilomètre, sur cette période[21].
- La RN 79 est la première plus accidentogène du département de l'Allier entre 2006 et 2015 : ceci signifie qu'avec 55 tués pour 55 kilomètres de voie, l'accidentalité y est du taux hors norme de 1,00 tué par kilomètre, sur cette période. Cette section seule concentre 24 % des tués de l'Allier sur cette période[22].
- La RN 147 est la plus accidentogène du département de la Haute-Vienne entre 2006 et 2015 : ceci signifie qu'avec 21 tués pour 55 kilomètres de voie, l'accidentalité y est de 0,38 tué par kilomètre, sur cette période[23].
- La RN 147 est la plus accidentogène du département de la Vienne entre 2006 et 2015 : ceci signifie qu'avec 20 tués pour 60 kilomètres de voie, l'accidentalité y est de 0,33 tué par kilomètre, sur cette période[24].
- La RN 149 est la deuxième plus accidentogène du département de la Vienne entre 2006 et 2015 : ceci signifie qu'avec 10 tués pour 32 kilomètres de voie, l'accidentalité est de 0,31 tué par kilomètre, sur cette période[24].
- La RN 141 est la deuxième plus accidentogène du département de la Charente entre 2006 et 2015 : ceci signifie qu'avec 21 tués pour 48 kilomètres de voie, l'accidentalité est de 0,44 tué par kilomètre, sur cette période[25].
- La RN 141 (et RD141) est la plus accidentogène du département de la Charente-Maritime entre 2006 et 2015 : ceci signifie qu'avec 11 tués pour 15 kilomètres de voie, l'accidentalité est de 0,73 tué par kilomètre, sur cette période[26].

## Projet de mise au statut autoroutier

### Sections de Montmarault à Mâcon et à Chalon-sur-Saône
La mise au statut autoroutier concédé de la section Montmarault – Mâcon – Chalon-sur-Saône sur une longueur de 240 km a fait l'objet d'un débat public. Elle permet l'achèvement de sa mise à 2 × 2 voies, réclamée par les élus locaux et la population depuis plusieurs années, pour un coût de 1 100 millions d'euros. Ce débat public s'est tenu entre le 4 novembre 2010 et le 4 février 2011 et a inclus douze réunions publiques. Le compte rendu du débat a été publié par la commission particulière en mars 2011.
Certains tronçons de la RCEA sont prévus à péage. Six péages seraient implantés dont trois dans l'Allier : à Deux-Chaises, à Montbeugny et à Molinet,.
Il est prévu de limiter la vitesse à 130 km/h voire 110 km/h sur certains tronçons, entre Montmarault et Cressanges ou entre Paray-le-Monial et Mâcon.
Malgré l'opposition du conseil général de Saône-et-Loire, le feu vert gouvernemental est donné le 24 juin 2011 (avec publication au Journal officiel le 28 juin 2011) pour la concession de la route Centre-Europe Atlantique entre Montmarault et Mâcon, tronçon qui sera payant et à 2 × 2 voies en 2017,. Après l'enquête d'utilité publique et l'appel d'offres pour le concessionnaire, les travaux débutent fin 2013.
Cependant, l'aménagement de cet axe connaît un nouveau rebondissement fin juin 2013. À la suite de l'ajournement du Schéma national d'infrastructures de transport (SNIT) par le gouvernement Jean-Marc Ayrault, la commission Mobilité 21 présidée par le député Philippe Duron retient seulement dix projets d'infrastructures nouvelles ou à rénover durant la période 2014-2020. La mise à 2 × 2 voies des nationales 70, 79 et 80 est alors désignée comme prioritaire et son montant est évalué entre 650 millions et 1 milliard d'euros.
Frédéric Cuvillier, ministre délégué chargé des Transports auprès du ministre de l'Écologie, rend publiques les modalités de l'aménagement de ces portions le 11 juillet 2013. Ce nouveau plan prévoit la concession de la RN 79 partie Allier, avec une fin des travaux fin 2020. Les RN 70 et 79 partie Saône-et-Loire seront quant à elles sécurisées sur fonds publics, en raison de l'impossibilité juridique de concession, aucun itinéraire alternatif aux normes n'existant dans ce département. Leur mise à 2 × 2 voies sera progressive et se déroulera en trois phases avec pour objectif un aménagement de 70 % du tracé linéaire avant fin 2025 :
- Phase 1 : période 2014-2019 ;
- Phase 2 : période 2020-2025 ;
- Phase 3 : après 2025.

La mise en 2 × 2 voies des portions Blanzy – Montchanin et Charolles – Paray-le-Monial est lancée en 2017 pour une mise en service respectivement prévue initialement en 2018 et fin 2019. La mise en service de la portion Blanzy – Montchanin est effectuée le 21 décembre 2018, après un retard dû à une malfaçon sur la glissière centrale de la voie,. La portion Charolles – Paray-le-Monial est mise en service le 18 décembre 2019, après une ouverture partielle en octobre.
Le décret de déclaration d'utilité publique de création de l'autoroute entre Montmarault et Digoin est promulgué le 22 avril 2017.
Le groupement composé des sociétés Eiffage SA et Autoroutes Paris-Rhin-Rhône a été désigné par la ministre des Transports, Élisabeth Borne, le 13 juin 2019, pour la section de route dans l'Allier,, qui deviendra l’A79.
Un premier tronçon de l'autoroute (quatre kilomètres entre Montmarault et Deux-Chaises), ainsi que le nouvel échangeur de Montmarault, ont été inaugurés le 5 août 2021 en présence de Joël Giraud, secrétaire d'État chargé de la Ruralité. L'A79 est ouverte dans son intégralité le 4 novembre 2022.

### Section Limoges - Poitiers - Nantes
Le doublement de l'axe reliant la route nationale 147 (Limoges - Poitiers) à Nantes, par la RN 249, est quant à lui un long serpent de mer. En 2013 néanmoins, le ministre des Transports annonce une étude de faisabilité sur l'aménagement de cet axe accidentogène, avec comme perspectives opposées une 2 × 2 voies gratuite et une autoroute concédée, entre Bressuire, le sud de Poitiers et La Souterraine voire Limoges,.